# Amerikaans bombardement op de Chinese ambassade in Belgrado
Op 7 mei 1999, tijdens het NAVO-bombardement op Joegoslavië (Operatie Allied Force), raakten vijf Amerikaanse geleide bommen van het type Joint Direct Attack Munition de ambassade van de Volksrepubliek China in Belgrado, waarbij drie Chinese journalisten omkwamen. Het Chinese publiek was hierdoor verontwaardigd. 
Volgens de Amerikaanse regering was het de bedoeling het nabijgelegen Joegoslavische Federale Directoraat voor Bevoorrading en Procurement (FDSP) te bombarderen. President Bill Clinton verontschuldigde zich voor het bombardement en zei dat het een ongeluk was. De directeur van het Central Intelligence Agency (CIA), George Tenet, getuigde voor een congrescommissie dat het bombardement het enige was in de campagne die door zijn agentschap werd geleid en dat de CIA de verkeerde coördinaten had geïdentificeerd voor een Joegoslavisch militair doelwit in dezelfde straat. 
De Chinese regering gaf op de dag van het bombardement een verklaring waarin staat dat het een "barbaarse daad" was.
In oktober 1999, vijf maanden na het bombardement, publiceerden The Observer van Londen samen met Politiken van Kopenhagen de resultaten van een onderzoek onder verwijzing naar anonieme bronnen die zeiden dat het bombardement feitelijk opzettelijk was geweest omdat de ambassade werd gebruikt voor communicatie door het Joegoslavische leger. De regeringen van zowel de VS als Groot-Brittannië ontkenden nadrukkelijk dat het opzettelijk was, waarbij de Amerikaanse minister van Buitenlandse Zaken Madeleine Albright het verhaal 'onzin' noemde en de Britse minister van Buitenlandse Zaken Robin Cook zei dat er 'geen enkel greintje bewijs' was om dit te ondersteunen. In april 2000 publiceerde The New York Times de resultaten van haar eigen onderzoek, en zei "het onderzoek geen bewijs leverde dat het bombarderen van de ambassade een opzettelijke daad was geweest."
Direct na het bombardement geloofden de meeste Chinezen dat het opzettelijk was, en velen blijven dit geloven. Anderzijds, volgens interviews uit 2002 van de 57% van de Chinese betrekkingsdeskundigen die geloofden dat de bombardementen opzettelijk waren, geloofde 87,5% niet in de betrokkenheid van president Clinton.
In augustus 1999 kwamen de Verenigde Staten overeen om de slachtoffers van de bombardementen en hun families schadeloos te stellen. In december 1999 stemden de Verenigde Staten ermee in China te betalen voor de schade aan de ambassade, en China stemde ermee in de Verenigde Staten te vergoeden voor schade aan Amerikaanse eigendommen die was ontstaan tijdens de daaruit voortvloeiende demonstraties in China.
In mei 2000 werd een belangrijk handelswetsvoorstel tussen de VS en China aangenomen door het Huis van Afgevaardigden van de Verenigde Staten, dat uitgroeide tot de United States-China Relations Act van 2000 samen met de toetreding van China tot de Wereldhandelsorganisatie. In juni 2000, tijdens een bezoek aan China door de Amerikaanse minister van Buitenlandse Zaken Madeleine Albright, zeiden beide partijen dat de onderlinge betrekkingen waren verbeterd.